# Фючърсна борса
Фючърсна борса или фючърсен пазар е централна финансова борса, където хората могат да търгуват стандартизирани фючърсни договори – договори за купуване на специфични количества на комодити или финансов инструмент при специфична цена с доставка, която се очаква в определен бъдещ момент.
Тези типове договори попадат в категорията на деривати. Такива инструменти са оценявани според движението на подлежащити активи (наличност, физическо комодити, индекс и други). Тази категория е наречена деривати (на английски: derivatives) понеже стойността на тези инструменти е извличана (на английски: derived) от друг клас активи.